# Meschwitz-Eiche

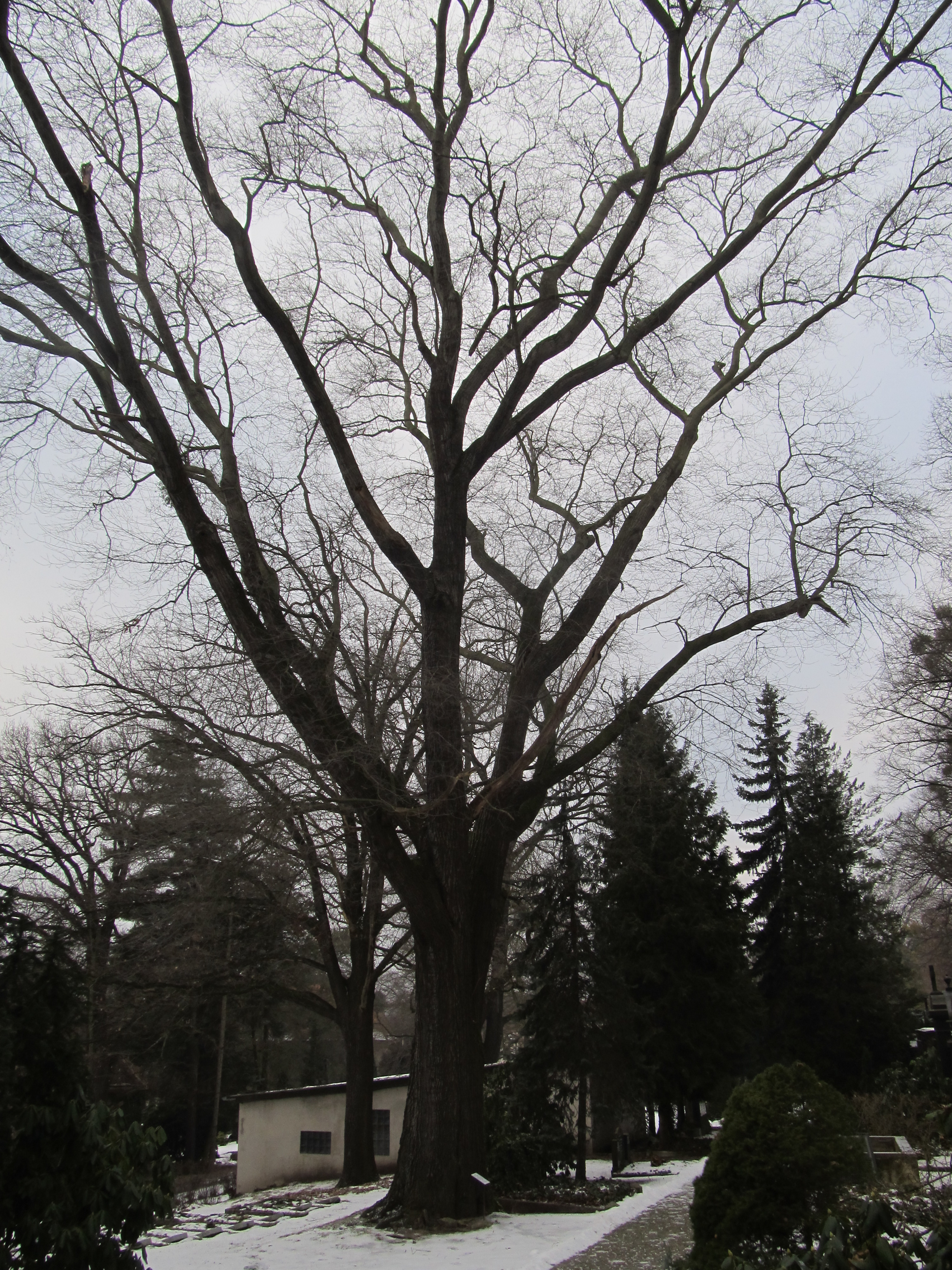
Meschwitz-Eiche im Winter

Die Meschwitz-Eiche, auch Meschwitzeiche, ist ein Dresdner Gedenkbaum auf dem St.-Pauli-Friedhof der sächsischen Landeshauptstadt. Mit einem Stammumfang von 3,8 Meter und einer Höhe von 28,5 Metern handelt es sich um das größte bekannte Exemplar einer Schindel-Eiche (Quercus imbricaria) in Deutschland.

## Standort
Der Baum steht nordwestlich des Dresdner Stadtzentrums in der Leipziger Vorstadt (Gemarkung Neustadt) auf dem als Kulturdenkmal geschützten, naturnahen St.-Pauli-Friedhof (Hechtstraße 78). Der Standort befindet sich im Grabfeld B, rund 125 Meter östlich vom an der Radeburger Straße befindlichen Haupteingang bzw. etwa 50 Meter östlich der Leichenhalle. Am Baum weist eine Tafel auf seine Besonderheit hin.
Nordöstlich verläuft die alte Friedhofsmauer. Etwa 20 Meter von der Meschwitz-Eiche und jenseits dieser Mauer steht die Marschall-Eiche. Außerhalb des Friedhofs steht rund 150 Meter südwestlich der Schindel-Eiche die als Naturdenkmal ausgewiesene Stiel-Eiche Bärnsdorfer Straße.

## Geschichte
Friedrich Wilhelm Meschwitz (1815–1888) hatte seine Ausbildung an der Forstakademie Tharandt erhalten. Er war seit 1862 Forstinspektor in Dresden, somit Verwalter des Forstreviers Dresden, und wurde 1879 zum Forstmeister befördert. Meschwitz hat sich unter anderem um die touristische Erschließung der Dresdner Heide sowie um die Gestaltung des St.-Pauli-Friedhofs verdient gemacht. Von seinen 13 Kindern verstarben sechs im Kindesalter. Wilhelm Meschwitz, der einzige der drei Söhne, der für seine berufliche Nachfolge in Frage kam, starb mit 19 Jahren. Nach dessen Beerdigung pflanzte Meschwitz im Herbst 1880 den Baum, der aus dem Forstbotanischen Garten Tharandt kam, neben der Familiengrabstätte. Nach seinem acht Jahre später erfolgten Tod setzten ihn seine Angehörigen dort ebenfalls bei. Die Grabstätte ist 1960 abgeräumt worden und die Geschichte des Baums geriet in Vergessenheit.

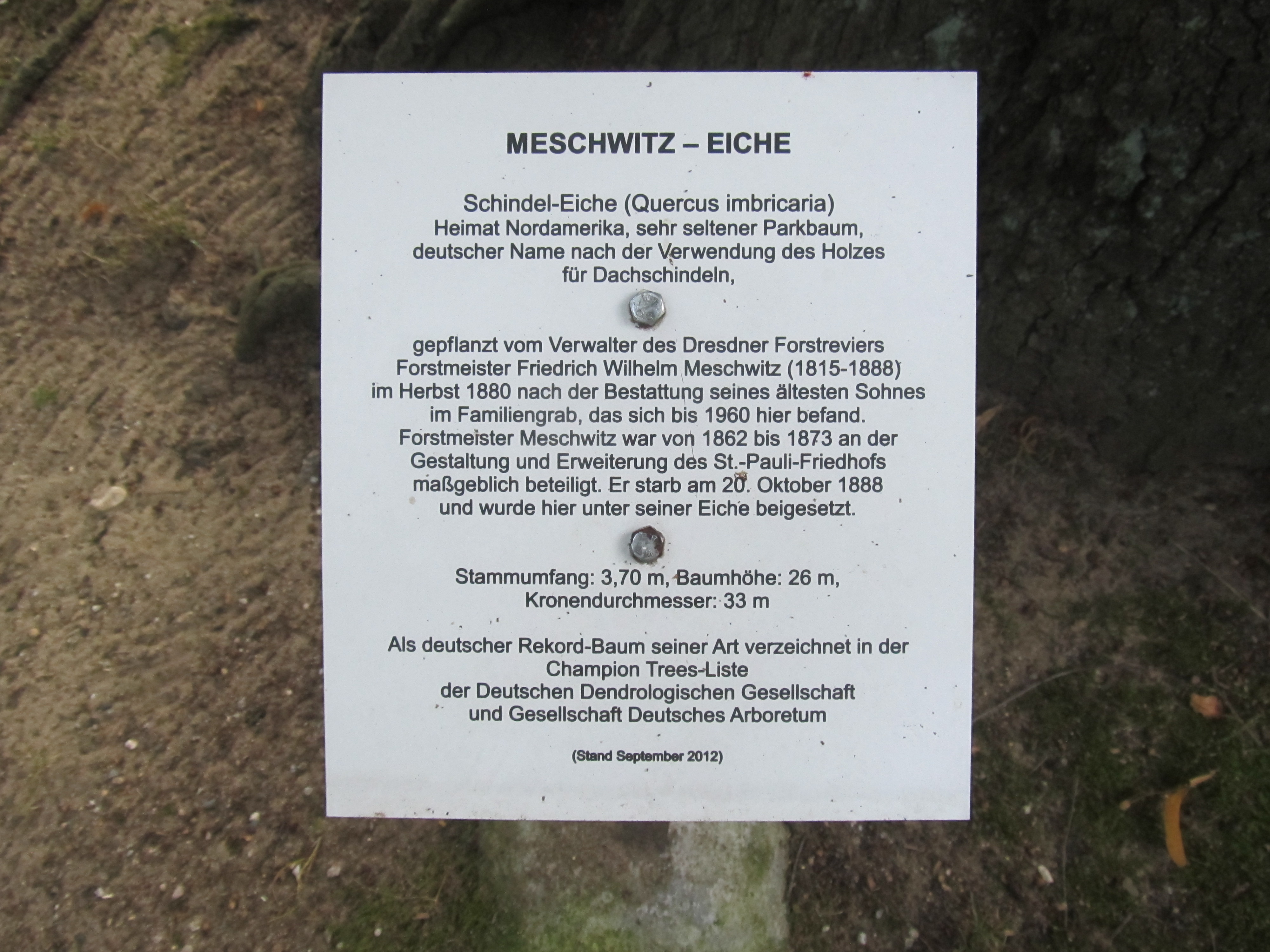
Hinweistafel am Baum

Im Jahr 2010 hat Rudolf Schröder, Leiter der Fachgruppe Botanik und Gartenarchitektur im Landesverein Sächsischer Heimatschutz die in Deutschland seltene Schindel-Eiche an diesem Standort (wieder-)entdeckt. Er ließ sie als „wahrscheinlich größte und schönste Schindel-Eiche Sachsens“ in den Baumkataster der Stadt eintragen. Seit 2012 führt die Deutsche Dendrologische Gesellschaft sie in ihrer Liste der Rekordbäume. Der ehrenamtliche Denkmalpfleger Jürgen Lambrecht brachte schließlich den Baum mit 
Friedrich Wilhelm Meschwitz wieder in Verbindung. Zwei Tage vor dessen 125. Todestag ist auf Lambrechts Betreiben am 18. Oktober 2013 eine Hinweistafel am Baum gesetzt worden, die über seine Geschichte informiert. Damit verbunden war die Benennung als Meschwitz-Eiche.
Der Kronendurchmesser ist im September 2012 mit 33 Metern angegeben worden. Zum Schutz von Besuchern gab es an der ansonsten vitalen Eiche zwischenzeitlich verkehrssichernde Maßnahmen und einen Kronenschnitt.